# Oligoaeschna amata
Oligoaeschna amata là loài chuồn chuồn trong họ Aeshnidae. Loài này được Förster mô tả khoa học đầu tiên năm 1903.